# Torsten Eckbrett

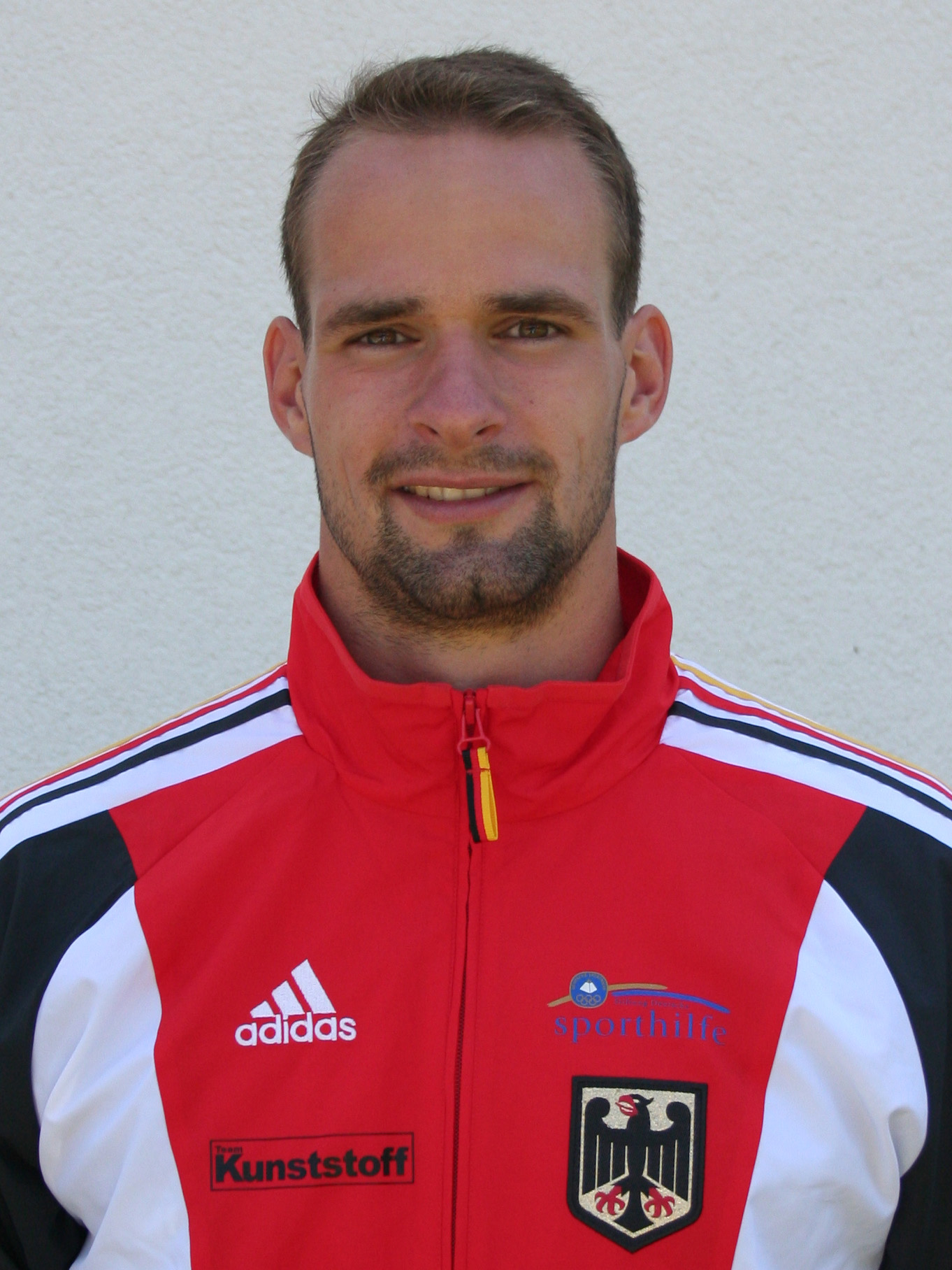
Torsten Eckbrett (2008)

Torsten Eckbrett (* 13. April 1984 in Potsdam) ist ein ehemaliger deutscher Kanurennsportler.
Eckbrett startete für den KC Potsdam. Der von Rolf-Dieter Amend trainierte Sportsoldat wurde 2001 bei der Junioren-Weltmeisterschaft im Vierer-Kajak über 500 m Dritter. Bei der Junioren-Europameisterschaft 2002 darauf gewann er Gold im Einer-Kajak über 1000 m und Bronze im Vierer über 500 m. Einer seiner größten Erfolge war der Gewinn der Silbermedaille im Vierer-Kajak über 1000 m bei den Europameisterschaften 2008. Nur kurz zuvor rückte er, nicht lange vor den Olympischen Spielen 2008 in Peking, in das deutsche Flaggschiff der Kanuten, den Vierer-Kajak, auf. Dabei ersetzte er den zuvor enttäuschenden Marco Herszel und konnte mit Lutz Altepost, Norman Bröckl und Björn Goldschmidt seinen bislang größten Erfolg verzeichnen: Den Gewinn der olympischen Bronzemedaille. Zuvor erreichte er bei der Europameisterschaft in Mailand/Italien im Vierer 1000 m die Silbermedaille.
Für seine sportlichen Erfolge erhielt er – zusammen mit seinem Team – von Bundespräsident Köhler das Silberne Lorbeerblatt.